# Elasmopus pectenicrus
Elasmopus pectenicrus is een vlokreeftensoort uit de familie van de Maeridae. De wetenschappelijke naam van de soort is voor het eerst geldig gepubliceerd in 1862 door Bate.